# Lakonia (Schiff)
Die Lakonia war ein 1930 unter dem Namen Johan van Oldenbarnevelt in Dienst gestelltes, ursprünglich niederländisches Passagierschiff, das im Zweiten Weltkrieg als alliierter Truppentransporter diente und später Kreuzfahrten für eine griechische Reederei zu den Kanarischen Inseln unternahm. Das Schiff war insgesamt 33 Jahre im Dienst. Am 22. Dezember 1963 zerstörte ein Feuer das Schiff auf einer Weihnachtskreuzfahrt zu den Kanarischen Inseln. Da das Feuer nicht gelöscht werden konnte und die Evakuierung des Schiffs mangelhaft verlief, kamen 128 Passagiere und Besatzungsmitglieder ums Leben.

## Geschichte

### Niederländischer Luxusdampfer

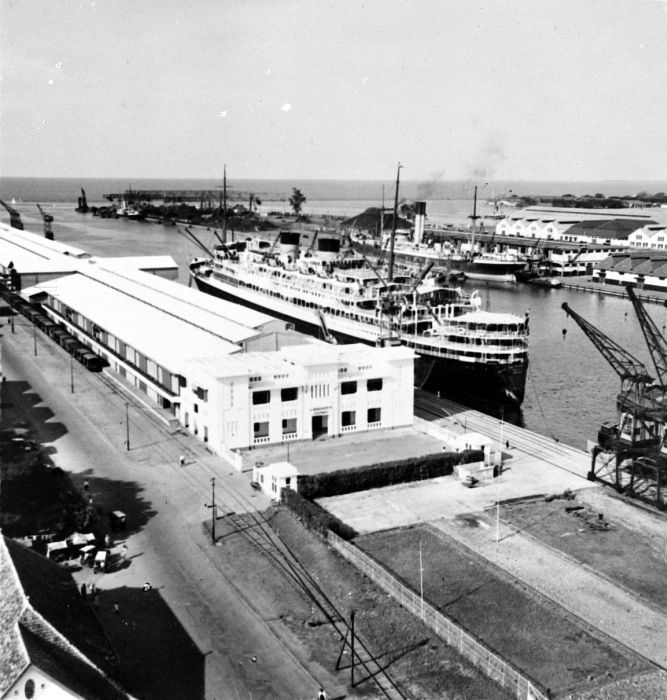
Die Johan van Oldenbarnevelt im Hafen von Batavia

Das Schiff wurde auf der Werft Nederlandse Scheepsbouw Maatschappij in Amsterdam für die 1870 gegründete niederländische Reederei Stoomvaart Maatschappij „Nederland“ (international Netherland Line genannt) gebaut und auf den Namen Johan van Oldenbarnevelt getauft. Taufpatin beim Stapellauf am 3. August 1929 war die Gattin des Reeders, Frau Tegelberg-Hooft. Die Johan van Oldenbarnevelt hatte ein Schwesterschiff, die einige Monate später in Dienst gestellte Marnix van Sint Aldegonde. Die beiden Schiffe waren die zu ihrer Zeit größten Schiffe der Niederlande und wurden für den Passagierverkehr von Amsterdam zu den Kolonien von Niederländisch-Indien gebaut.
Das Schiff hatte eine Passagierkapazität von 770 Personen auf sieben Decks: 366 Erste Klasse, 280 Zweite Klasse, 64 Dritte Klasse und 60 Vierte Klasse. Die Johan van Oldenbarnevelt war das 89. Schiff der Netherland Line. Sie wurde nach dem niederländischen Staatsmann und Diplomaten Johan van Oldenbarnevelt (1547–1619) benannt und konnte neben den Passagieren 9000 Tonnen Fracht transportieren. Am 6. Mai 1930 lief das Schiff zu seiner Jungfernfahrt aus.
Die Johan van Oldenbarnevelt war ein luxuriöses Schiff, was sich in ihrer eleganten Ausstattung widerspiegelte. Die Inneneinrichtung wurde von dem Maler und Lithografen Carel Adolph Lion Cachet und dem Bildhauer Lambertus Zijl entworfen. In den Aufenthaltsräumen wurden viel Teakholztäfelung, polierter Marmor und Kupferpaneele verwendet; außerdem dekorierten Cahet und Zijl die öffentlichen Räume des Schiffes mit Statuen, Mosaiken, Tapisserien und Kronleuchtern. Der Rauchsalon der Ersten Klasse war mit Ebenholzmöbeln ausgestattet, hatte eine Glaskuppel und vier große Panoramafenster mit Blick auf das Vordeck. Daneben gab es drei Speisesäle, einen Schreib- und Leseraum, einen Musiksalon, einen Kindergarten und mehrere Bars. Auf dem Sportdeck der Johan van Oldenbarnevelt gab es einen der ersten Swimmingpools, der bei schlechtem Wetter mit einem klappbaren Glasdach bedeckt werden konnte.

### Einsatz im Zweiten Weltkrieg
Nach Ausbruch des Zweiten Weltkriegs wurde das Passagierschiff von der Holland-America Line gechartert und war von nun an in Jakarta (Indonesien) registriert. Es wurde zunächst genutzt, um Fracht von Jakarta nach New York zu bringen.
Ab dem 20. Januar 1941 war die Johan van Oldenbarnevelt ein Truppentransporter und stand im Dienst der Orient Line. In der nordirischen Werft Harland & Wolff in Belfast wurde das Schiff dafür umgebaut und konnte bis zu 4.000 Soldaten transportieren. Es war danach in Willemstad (Curaçao) registriert. Nachdem es bis zum Kriegsende Truppen nach Indien, Singapur und Penang gebracht hatte, kehrte es am 13. Februar 1946 wieder nach Amsterdam zurück. Am 11. März 1946 wurde es wieder der niederländischen Regierung übergeben.
Zwischen 1946 und 1950 war die Johan van Oldenbarnevelt Truppenschiff in Indonesien. Sie transportierte niederländische Soldaten während des Unabhängigkeitskampfes der Indonesier.

### Australienroute
1950 kehrte das Schiff in den Liniendienst zurück, wurde aber von nun an im Passagierverkehr nach Australien und Neuseeland eingesetzt. Ihre erste Fahrt auf dieser Strecke absolvierte es am 2. September 1950. Die Johan van Oldenbarnevelt erwies sich als voller Erfolg auf dieser Strecke, so dass sie 1951 in einem Trockendock in Amsterdam vollständig umgebaut und modernisiert wurde. Das Klassensystem der Passagierunterbringung wurde aufgegeben und durch eine Passagierklasse mit Platz für 1.414 Personen ersetzt. Die Kabinen und öffentlichen Räume wurden so gestaltet, dass sie dem luxuriösen Ambiente vor der Zeit des Schiffs als Truppentransporter entsprachen. Die Anzahl der Rettungsboote wurde von 16 auf 24 erhöht.

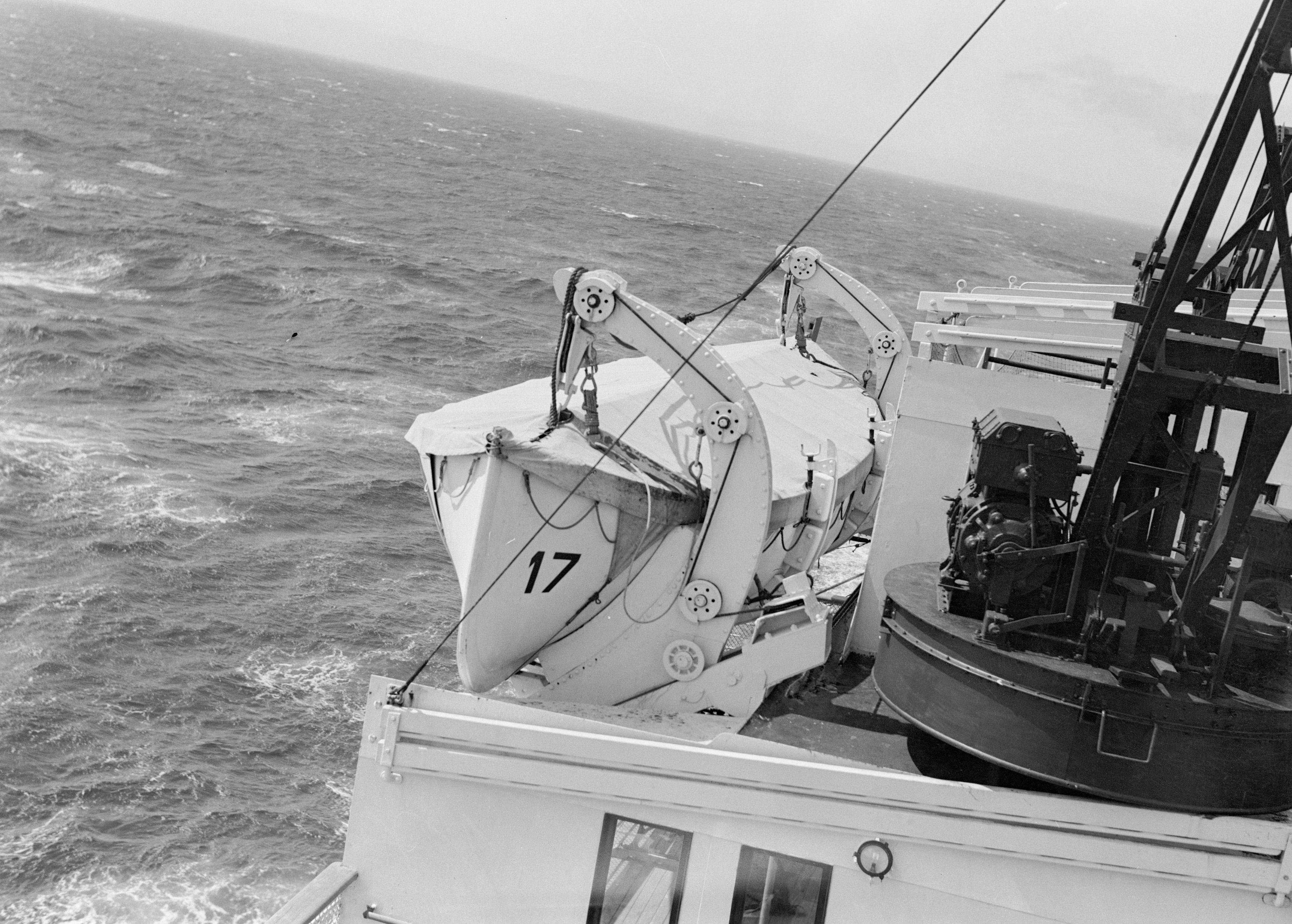
Rettungsboot Nr. 17 der Johan van Oldenbarnevelt (1933).

Am 23. Januar 1953 musste der Dampfer nach Amsterdam zurückkehren, weil Feuer an Bord entdeckt worden war. Es wurde Brandstiftung vermutet, aber es konnte nichts bewiesen werden. 1958 kam es zu einer weiteren umfassenden Renovierung, die drei Monate in Anspruch nahm. Die Passagierunterkünfte wurden so umgestaltet, dass das Schiff jetzt nur noch 1.210 Personen befördern konnte, zudem wurden drei weitere Luxussuiten hinzugefügt. Das Schiff sollte den neuen Standards hinsichtlich Komfort und Freizeitgestaltung entsprechen, und daher wurden ein Nachtclub, ein Kino, ein Souvenirgeschäft, ein weiteres Promenadendeck und ein zweiter Swimmingpool eingebaut. Der Hauptmast wurde verlagert, die Schornsteine erhöht, die Decksaufbauten verlängert und der schwarze Rumpf wurde grau gestrichen.
Ab dem 2. April 1959 war Southampton (England) der neue Heimathafen der Johan van Oldenbarnevelt. Sie wurde nun als Kreuzfahrtschiff vermarktet und für Weltumrundungen mit Stationen wie Australien, Neuseeland, Bermuda und New York eingesetzt. Ihre letzte Reise unternahm sie am 30. Juni 1962. Am 3. Februar 1963 wurde die Johan van Oldenbarnevelt von der Netherland Line außer Dienst gestellt und beendete somit ihre 33-jährige Karriere im Dienst dieser Reederei.

### Griechisches Kreuzfahrtschiff
Am 8. März 1963 kaufte die General Steam Navigation Company of Greece, ein 1939 gegründetes griechisches Schifffahrtsunternehmen, das Schiff. Es kam erneut zu größeren Umbauten: Die Decks und Aufenthaltsräume wurden umbenannt und neu gestaltet, zwölf neue Kabinen wurden hinzugefügt, einer der Swimmingpools wurde vergrößert, die Küchenräume und Pantrys wurden saniert und der Rumpf wurde weiß gestrichen. Zudem wurden ein Klimaanlagensystem und Roots-Gebläse für die Gemischbildung der Schiffsdiesel installiert. Die Tonnage des Schiffs erweiterte sich von ursprünglich 19.040 BRT auf 20.314 BRT. Darüber hinaus wurden weitere Aufenthaltsräume wie das Tropicana Restaurant, der Atlantic Room und das Pavilion Theatre hinzugefügt.
Neuer Besitzer wurde die Ormos Shipping Company (meistens Greek Line genannt), eine Unterabteilung der griechischen Schifffahrtsgesellschaft Goulandris, die das Schiff auf den Namen Lakonia taufte. Vorlage für diesen Namen war die griechische Region Lakonien auf der Halbinsel Peloponnes. Von nun an machte die Lakonia Kreuzfahrten von Southampton zu den Kanarischen Inseln. Am 24. April 1963 um 17.00 Uhr lief sie zu ihrer ersten Reise aus. Das Schiff erwies sich als so beliebt, dass die Greek Line für das Jahr 1964 insgesamt 27 Fahrten plante. Die Lakonia bediente diese Route für die Greek Line zusammen mit den noch größeren Schiffen Arkadia und Olympia.
Zur Sicherheitsausstattung gehörten 24 Rettungsboote für insgesamt 1.455 Personen, ein automatisches Feuerdetektionssystem sowie zwei kleine Feuerwehrstationen, die mit Feuerbekämpfungsgeräten ausgestattet waren. In den Kabinen befanden sich ausreichend Schwimmwesten für alle Passagiere an Bord, an Deck waren zusätzliche 400 Stück gelagert.

## Untergang

### Beginn der Reise
Am Donnerstag, dem 19. Dezember 1963 um 19.00 Uhr legte die Lakonia in Southampton zu einer elftägigen Weihnachtskreuzfahrt zu den Kanarischen Inseln ab. Es war ihre 18. Fahrt für die Greek Line. An Bord waren 1.022 Menschen (646 Passagiere und 376 Besatzungsmitglieder). Bis auf 21 Personen waren alle Passagiere ausschließlich Briten, während der größte Teil der Mannschaft aus Griechen und Deutschen bestand. Das Schiff befand sich unter dem Kommando des 53-jährigen Kapitäns Mathios Zarbis von der griechischen Insel Andros. Der erste Zwischenstopp sollte die Insel Madeira sein, anschließend sollte es nach Santa Cruz de Tenerife und Las Palmas de Gran Canaria gehen.
Eine Woche zuvor hatte es eine Rettungsübung mit der Mannschaft gegeben, und am Tag vor der Abreise bestand die Lakonia eine Sicherheitsinspektion des britischen Verkehrsministeriums. Das Schiff verfügte über ein griechisches Zertifikat für Seetüchtigkeit. Am 20. Dezember fand unter Einbeziehung der Passagiere eine Übung an den Rettungsbooten statt. Die ersten drei Tage der Kreuzfahrt waren ereignislos. Tagsüber spielten die Passagiere an Deck Shuffleboard oder Tennis, sonnten sich in den Liegestühlen, schwammen im Pool oder gingen im verglasten Agora Shopping Center einkaufen, während abends Bankette und Tanzabende stattfanden. Die Reisebroschüre der Greek Line versprach „absolute Freiheit von Sorgen und Verantwortung. Genießen Sie einen Urlaub, den Sie niemals vergessen werden“.

### Das Feuer
Am 22. Dezember gegen 23 Uhr bemerkte ein Steward, dass Rauch unter der Tür des Friseursalons hervor kam. Er öffnete den Raum und fand ihn vollkommen in Flammen stehend vor. Zusammen mit einem anderen Steward versuchte er das Feuer zu löschen, aber es war außer Kontrolle und breitete sich rasend schnell auf den Korridor und die angrenzenden Kabinen aus. Die beiden informierten den Zahlmeister, Antonio Bogetti. Auf der Brücke ertönte ein Alarm und eine Anzeigetafel zeigte an, dass ein Feuer ausgebrochen war. Das Schiff befand sich zu dem Zeitpunkt etwa 180 Meilen nordwestlich von Madeira.
Kapitän Zarbis ließ Feueralarm auslösen, aber der war so schwach, dass man ihn in vielen Teilen des Schiffs nicht wahrnahm. Im Ballsaal der Lakonia fand an diesem Abend die Themenparty „Tropical Tramps’ Ball“ statt. Der Saal war gefüllt mit tanzenden Passagieren, die Band spielte, und der Reiseleiter George Herbert hatte gerade den „Hobo-König“ und die „Hobo-Königin“ unter den Passagieren gekürt. Aufgrund der Lautstärke im Ballsaal wurde auch hier der Feueralarm nicht zur Kenntnis genommen. Einige Personen konnten Rauch riechen, aber die meisten hielten ihn für den Qualm von Zigaretten.
Kapitän Zarbis wollte die Passagiere über die Lautsprecheranlage von dem Brand in Kenntnis setzen, aber das Feuer hatte die Anlage bereits zerstört. Erst als dicke Rauchwolken in den Saal drangen und die Kapelle zu spielen aufhörte, bemerkten die Menschen das Feuer. Der Reiseleiter beorderte die Passagiere an Deck und zu ihren Bootsstationen. Im Bordkino der Lakonia begann gerade der Film Bob auf Safari mit Bob Hope und Anita Ekberg und die Kinogäste dachten, der Alarm wäre Teil des Vorspanns. Das Feuer breitete sich so schnell aus, dass die oberen Decksaufbauten innerhalb von zehn Minuten in Flammen standen. Eine Bekämpfung der Flammen war nicht mehr möglich; viele Passagiere, die bereits zu Bett gegangen waren, konnten nicht mehr aus ihren Kabinen entkommen. Mehrere Besatzungsmitglieder gingen in die unteren Decks, um eingeschlossene Personen zu befreien, andere schwangen sich mit Seilen über die Bordwand und zogen gefangene Passagiere aus den Bullaugen ihrer Kabinen. Die Decks wurden von dicken schwarzen Rauchwolken eingehüllt, was das Atmen erschwerte und viele Menschen die Orientierung verlieren ließ. Zahlreiche Passagiere, die über Bord sprangen, prallten gegen den Schiffsrumpf und waren tot, bevor sie das Wasser erreichten.
Um 23:30 Uhr sendete der Cheffunker Antonios Kalogridis den ersten Hilferuf. Um Mitternacht folgte ein weiterer und um 00:22 Uhr kam die letzte Nachricht: „Das letzte SOS von der Lakonia. Ich kann nicht länger im Funkraum bleiben. Wir verlassen das Schiff. Wir brauchen sofort Hilfe, bitte helft uns.“ Vielen Passagieren, die in dem Rauch den Weg nach oben nicht fanden, wurde gesagt, sie sollten im Hauptspeisesaal auf Anweisungen warten. Da der Saal aber direkt im Weg des Feuers lag, mieden sie ihn. Kurz vor 1 Uhr erging der Befehl, das Schiff zu verlassen. Teilweise benommene oder panische Passagiere, von denen die meisten Abendgarderobe oder Themenparty-Kostüme trugen, begaben sich zu den Rettungsbooten. Die Evakuierung des brennenden Schiffs war sehr problematisch, da mehrere Boote abbrannten, bevor sie zu Wasser gelassen werden konnten und andere nicht an den teilweise verrosteten Davits heruntergelassen werden konnten. Zwei Rettungsboote kenterten und warfen ihre Insassen in die See, ein weiteres prallte gegen die Schiffswand. Weniger als die Hälfte der Boote konnte sicher gefiert werden und nur die wenigsten davon waren voll besetzt.
Nachdem keine Boote mehr da waren, befanden sich noch immer hunderte Menschen an Bord der Lakonia¸ die immer intensiver brannte und weiterhin von Explosionen erschüttert wurde. Eine große Menschenmenge sammelte sich im Agora Shopping Center am Heck des Schiffs, aber als das Feuer sie dort erreichte, mussten die Menschen springen oder sich an Seilen ins Wasser herab lassen. Auf beiden Seiten des Schiffs wurden zusätzlich die Gangways ausgefahren, sodass die Passagiere von dort aus über Bord gehen konnten.

### Rettung
Um 03.30 Uhr, mehr als vier Stunden nach Ausbruch des Feuers, traf das erste Schiff am Unglücksort ein. Es handelte sich um die Salta, ein 12.053 BRT großes Passagierschiff der argentinischen Reederei Empresa Líneas Marítimas Argentinas. Das Schiff hatte sich unter dem Kommando von Kapitän José Barrera auf dem Weg von Genua nach Buenos Aires befunden. Eine halbe Stunde später traf der britische Tanker Montcalm (Kapitän Edward J. Kempton) ein. Diese beiden Schiffe nahmen den Großteil der Überlebenden an Bord.
In den folgenden Stunden nahmen zusätzlich das belgische Handelsschiff Charlesville, die Frachter Rio Grande und Mehdi sowie das britische Passagierschiff Stratheden an der Rettungsaktion teil. Kurz vor der Morgendämmerung traf ein in Gibraltar gestartetes Seeüberwachungsflugzeug vom Typ Avro Shackleton am Unglücksort ein und warf Rettungsmaterial ab. Auch vier C-54-Maschinen des 57. Luftrettungsgeschwader der US-Air-Force-Basis auf der Azoreninsel Terceira machten sich auf den Weg zur Lakonia. Die Flugzeuge warfen Schwimmwesten und Rettungsinseln zu den Menschen im Wasser ab. Während der Evakuierung driftete die Lakonia in der Strömung, sodass die Passagiere, die über Bord sprangen, in einem Radius von etwa drei Meilen verteilt waren. Die Rettungsschiffe wollten nicht zu nah an das brennende Schiff heran, da das Risiko bestand, dass die 500 Tonnen Öl an Bord explodieren könnten. Der Zahlmeister Volker Gredig schrieb hierzu, dass die Reederei das Schiff aus werblichen Gründen wahrheitswidrig als „schnelles Turbinenschiff“ ausgegeben habe. Die zur Rettung herangeeilten Schiffe befürchteten die nicht seltenen starken Explosionen bei einem Turbinenantrieb. Tatsächlich bedeutete der Dieselmotorenantrieb der Lakonia jedoch keine besondere Gefahr.
Kapitän Zarbis war gegen 10 Uhr vormittags die letzte Person, die das Schiff verließ. Er hatte nach eigenen Angaben bis zuletzt an Deck nach Menschen gesucht, die noch zu retten waren. Dieser Darstellung widersprechen jedoch die Erinnerungen des Zahlmeisters Gredig, der Zarbis unansprechbar und apathisch auf der Brücke vorgefunden habe.
Die meisten Überlebenden wurden nach Madeira gebracht, andere nach Casablanca.
Unter den überlebenden Passagieren befanden sich der Richter und Politiker Henry Wilson, der Architekt Owen Luder mit Ehefrau Doris, der Verfassungsrechtler Ivor Jennings mit seiner Ehefrau Helen und der Tochter Claire Dewing, sowie der damals zwanzigjährige deutsche Steward und spätere Hotelier und Honorarkonsul Helmut W. Schweimler.

## Nachspiel
Insgesamt verloren 128 Menschen durch den Brand auf der Lakonia ihr Leben, darunter 95 Passagiere und 33 Besatzungsmitglieder. 53 Personen kamen direkt durch das Feuer ums Leben, die anderen starben durch Ertrinken, Erschöpfung oder den Aufprall auf der Schiffshülle nach dem Sprung vom Bootsdeck. Ein Kommando der Centaur, einem Flugzeugträger der Royal Navy, ging am 24. Dezember an Bord der ausgebrannten Lakonia, die mittlerweile eine 10 Grad starke Schlagseite nach Steuerbord entwickelt hatte, um Leichen zu bergen. Teile der Decksaufbauten waren eingebrochen und die Bugregion wies große Löcher auf.
Am 24. Dezember gegen 17:30 Uhr befestigte der norwegische Schlepper Herkules ein Tau an der Lakonia, um sie zusammen mit drei anderen Schleppern in den Hafen von Gibraltar zu bringen. Während der Fahrt nahm die Schlagseite immer weiter zu, bis die Lakonia schließlich am 29. Dezember gegen 14 Uhr kenterte und in nur drei Minuten unterging. Sie sank etwa 230 Meilen südwestlich von Lissabon und 250 Meilen westlich von Gibraltar.
Das Titelbild des Life Magazine vom 3. Januar 1964 zeigte ein Farbfoto der brennenden Lakonia.

## Untersuchung
Das griechische Ministerium für Handelsschifffahrt führte eine zweijährige Untersuchung des Unglücks durch. Der Untersuchungsausschuss kam zu dem Ergebnis, dass die Lakonia niemals die Sicherheitsinspektion am Tag vor dem Auslaufen hätte bestehen dürfen. Die Davits waren teilweise eingerostet, mehrere Spinde, die Schwimmwesten enthielten, hatten sich nicht öffnen lassen und in mehreren Rettungsbooten fehlten Ruder sowie die Bodenpfropfen, sodass die Passagiere permanent Wasser schöpfen mussten. Während der Rettungsbootübung eine Woche vor Beginn der Kreuzfahrt waren nur fünf der 24 Boote zu Wasser gelassen worden. Der Ausschuss argumentierte, dass alle Boote hätten getestet werden müssen. Die Anschuldigung, dass seitens der Besatzung während des Unglücks Plünderungen stattgefunden hatten, wurde fallen gelassen, nachdem glaubhaft versichert werden konnte, dass sie nur in Kabinen eingebrochen waren, um Passagiere zu retten und Schwimmwesten zu holen.
Dafür hatte der Untersuchungsausschuss andere Beanstandungen: Der Befehl, das Schiff zu verlassen, sei viel zu spät gegeben worden, die Offiziere hätten die Evakuierung nicht ausreichend beaufsichtigt und zu wenige Besatzungsmitglieder hätten schlafende Passagiere geweckt. Kapitän Zarbis und sieben seiner Offiziere wurden Fahrlässigkeit vorgeworfen. Als wahrscheinliche Unglücksursache wurde der Kurzschluss eines elektrischen Kabels festgestellt.